# 9687 Uhlenbeck
9687 Uhlenbeck (4614 P-L) là một tiểu hành tinh vành đai chính.